# Perú en el Campeonato Sudamericano de Fútbol Sub-20
La selección peruana sub-20 participa en el campeonato sudamericano cada dos años, aunque hasta el momento no ha conseguido clasificar al mundial de la categoría. Sus mejores participaciones fueron en 1954, 1958, 1967, 1971 y 1975, cuando quedó en cuarto lugar. La última vez que clasificó a la fase final fue en 2015.

## Ediciones

### Venezuela 1954
El debut se produjo el 23 de marzo de 1954 en el estadio Olímpico de la UCV ante Paraguay, el resultado de aquel partido fue un empate 2:2. El segundo partido también fue un empate, esta vez ante Brasil. En el último partido, los peruanos vencieron a Panamá por 4:2. En la fase final el equipo peruano solo consiguió un punto.

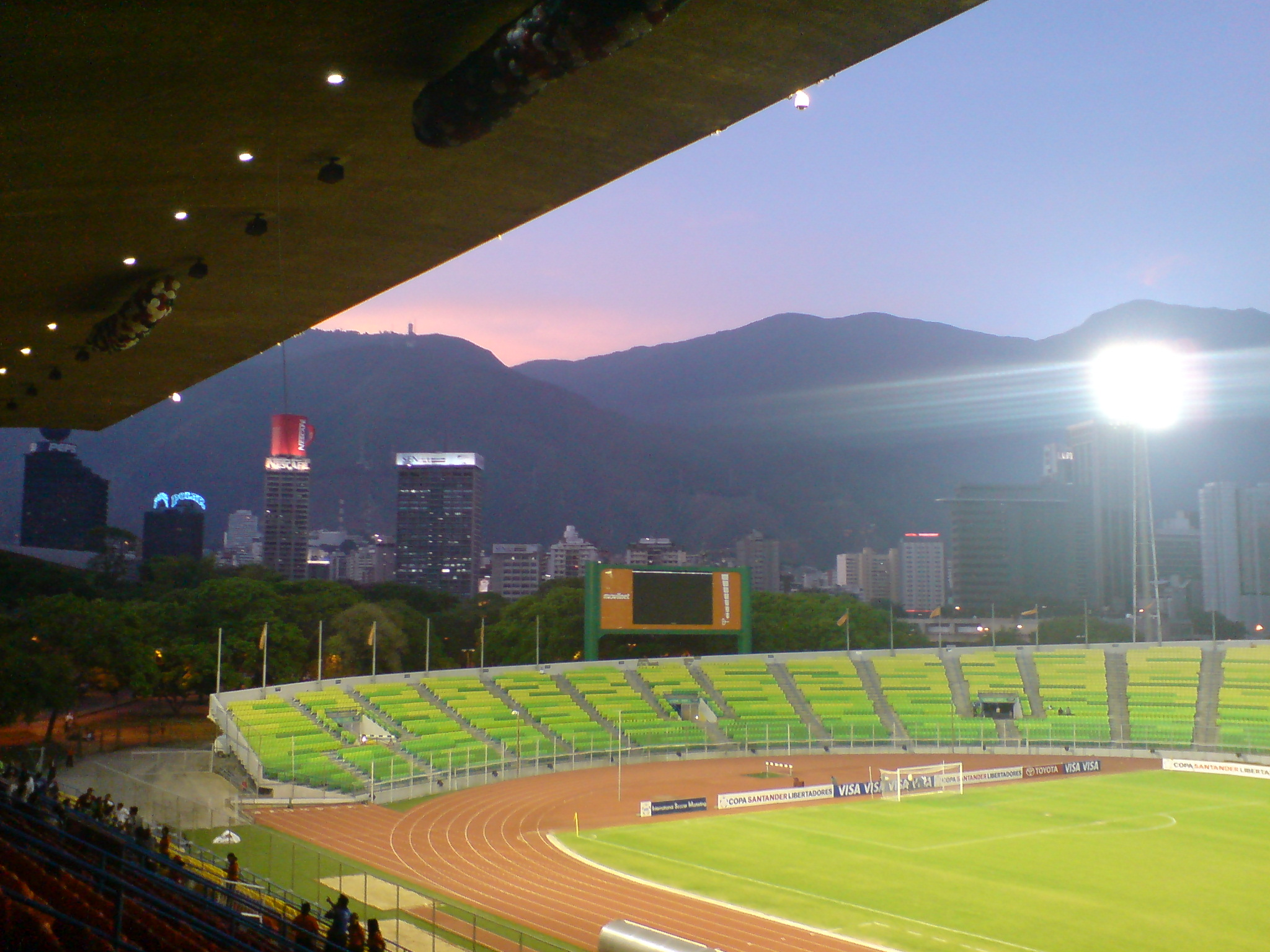
Perú disputó todos sus partidos en el estadio Olímpico de la UCV

#### Primera fase
| Equipo   | Pts | PJ | PG | PE | PP | GF | GC | DFG |
| -------- | --- | -- | -- | -- | -- | -- | -- | --- |
| Brasil   | 5   | 3  | 2  | 1  | 0  | 10 | 3  | +7  |
| Perú     | 4   | 3  | 1  | 2  | 0  | 7  | 5  | +2  |
| Paraguay | 3   | 3  | 1  | 1  | 1  | 12 | 5  | +7  |
| Panamá   | 0   | 3  | 0  | 0  | 3  | 4  | 20 | -16 |

|  | Clasificado al desempate para acceder a la ronda final. |

##### Partidos
| 23 de marzo de 1954 | Perú                                       | 2:2 | Paraguay        | Caracas                                                         |  |
|                     | Alberto Vega 27', 30' · La Casa 40' (a.g.) |     | Agüero 44', 70' | Estadio: Estadio Olímpico de la UCV Árbitro: Osorio (Venezuela) |  |

| 27 de marzo de 1954 | Brasil               | 1:1 | Perú             | Caracas                                                                    |  |
|                     | Dacosta Oliveira 21' |     | David Franco 63' | Estadio: Estadio Olímpico de la UCV Árbitro: Teodoro Hernández (Venezuela) |  |

| 31 de marzo de 1954 | Perú                                                     | 4:2 | Panamá                      | Caracas                                                                 |  |
|                     | Hugo Natteri 42', 57' · Vega 75' (a.g.) · José Retis 85' |     | Ceballos 44' · Quintero 58' | Estadio: Estadio Olímpico de la UCV Árbitro: Santos Serrano (Venezuela) |  |

###### Desempate
La selección peruana se enfrentó al segundo del otro grupo, Colombia, para definir quien avanzaría a la ronda final.
| 2 de abril de 1954 | Perú             | 1:0 | Colombia | Caracas                             |  |
|                    | Hugo Natteri 17' |     |          | Estadio: Estadio Olímpico de la UCV |  |

#### Ronda final
| Equipo    | Pts. | PJ | PG | PE | PP | GF | GC | Dif. |
| --------- | ---- | -- | -- | -- | -- | -- | -- | ---- |
| Uruguay   | 5    | 3  | 2  | 1  | 0  | 7  | 2  | +5   |
| Brasil    | 4    | 3  | 1  | 2  | 0  | 4  | 2  | +2   |
| Venezuela | 2    | 3  | 1  | 0  | 2  | 3  | 6  | -3   |
| Perú      | 1    | 3  | 0  | 1  | 2  | 2  | 6  | -4   |

##### Partidos
| 5 de abril de 1954 | Uruguay                               | 3:0 | Perú | Estadio Olímpico de la UCV, Caracas    |                                        |
|                    | Cruz 30' · De Marco 50' · Laitano 89' |     |      | Árbitro(s): Santos Serrano (Venezuela) | Árbitro(s): Santos Serrano (Venezuela) |

| 9 de abril de 1954 | Brasil     | 1:1 | Perú             | Estadio Olímpico de la UCV, Caracas    |                                        |
|                    | Santana 5' |     | Alberto Vega 22' | Árbitro(s): Benito Jackson (Venezuela) | Árbitro(s): Benito Jackson (Venezuela) |

| 11 de abril de 1954 | Venezuela                | 2:1 | Perú             | Estadio Olímpico de la UCV, Caracas    |                                        |
|                     | Bello 25' · Palacios 47' |     | Alberto Vega 60' | Árbitro(s): Benito Jackson (Venezuela) | Árbitro(s): Benito Jackson (Venezuela) |

#### Estadísticas

##### Posiciones
| # | Equipo    | Pts. | PJ | PG | PE | PP | GF | GC | Dif. |
| - | --------- | ---- | -- | -- | -- | -- | -- | -- | ---- |
| 3 | Venezuela | 2    | 3  | 1  | 0  | 2  | 3  | 6  | -3   |
| 4 | Perú      | 7    | 7  | 2  | 3  | 2  | 10 | 11 | -1   |
| 5 | Colombia  | 4    | 4  | 1  | 2  | 1  | 3  | 3  | 0    |

##### Goleadores
| Jugador      | Goles |
| ------------ | ----- |
| Alberto Vega | 4     |
| Hugo Natteri | 3     |
| David Franco | 1     |
| José Retis   | 1     |

### Chile 1958

#### Liguilla
| # | Equipo    | Pts. | PJ | PG | PE | PP | GF | GC | Dif. |
| - | --------- | ---- | -- | -- | -- | -- | -- | -- | ---- |
| 1 | Uruguay   | 7    | 5  | 2  | 3  | 0  | 13 | 9  | +4   |
| 2 | Argentina | 6    | 5  | 2  | 2  | 1  | 16 | 10 | +6   |
| 3 | Brasil    | 6    | 5  | 2  | 2  | 1  | 10 | 6  | +4   |
| 4 | Perú      | 6    | 5  | 2  | 2  | 1  | 13 | 13 | 0    |
| 5 | Chile     | 3    | 5  | 1  | 1  | 3  | 10 | 13 | -3   |
| 6 | Venezuela | 2    | 5  | 0  | 2  | 3  | 6  | 17 | -11  |

##### Partidos
| 15 de marzo de 1958 | Uruguay | 4:2 | Perú | Estadio Nacional, Santiago |  |

| 18 de marzo de 1958 | Argentina | 5:5 | Perú | Estadio Nacional, Santiago |  |

| 20 de marzo de 1958 | Perú | 3:2 | Chile | Estadio Nacional, Santiago |  |

| 26 de marzo de 1958 | Perú | 2:1 | Brasil | Estadio Nacional, Santiago |  |

| 30 de marzo de 1958 | Perú | 1:1 | Venezuela | Estadio Nacional, Santiago |  |

### Colombia 1964

#### Liguilla
| # | Equipo    | Pts. | PJ | PG | PE | PP | GF | GC | Dif. |
| - | --------- | ---- | -- | -- | -- | -- | -- | -- | ---- |
| 1 | Uruguay   | 9    | 6  | 4  | 1  | 1  | 8  | 5  | +3   |
| 2 | Paraguay  | 7    | 6  | 3  | 1  | 2  | 6  | 4  | +2   |
| 3 | Colombia  | 7    | 6  | 2  | 3  | 1  | 6  | 5  | +1   |
| 4 | Chile     | 7    | 6  | 2  | 3  | 1  | 6  | 6  | 0    |
| 5 | Perú      | 5    | 6  | 2  | 1  | 3  | 7  | 9  | -2   |
| 6 | Argentina | 4    | 6  | 1  | 2  | 3  | 4  | 5  | -1   |
| 7 | Venezuela | 3    | 6  | 0  | 3  | 3  | 3  | 6  | -3   |

##### Partidos
| 15 de enero de 1964 | Colombia | 2:1 | Perú | Estadio Pascual Guerrero, Cali |  |

| 19 de enero de 1964 | Chile | 2:1 | Perú | Estadio Pascual Guerrero, Cali |  |

| 22 de enero de 1964 | Perú | 2:1 | Uruguay | Estadio Romelio Martínez, Barranquilla |  |

| 26 de enero de 1964 | Paraguay | 2:0 | Perú | Estadio Nemesio Camacho El Campín, Bogotá |  |

| 29 de enero de 1964 | Perú | 2:1 | Venezuela | Estadio Atanasio Girardot, Medellín |  |

| 2 de febrero de 1964 | Argentina | 1:1 | Perú | Estadio Pascual Guerrero, Cali |  |

### Paraguay 1967

#### Primera fase
| Equipo  | Pts. | PJ | PG | PE | PP | GF | GC | Dif. |
| ------- | ---- | -- | -- | -- | -- | -- | -- | ---- |
| Brasil  | 6    | 4  | 3  | 0  | 1  | 7  | 3  | +4   |
| Perú    | 5    | 4  | 2  | 1  | 1  | 8  | 5  | +3   |
| Chile   | 4    | 4  | 2  | 0  | 2  | 5  | 7  | -2   |
| Uruguay | 3    | 4  | 1  | 1  | 2  | 5  | 7  | -2   |
| Ecuador | 2    | 4  | 1  | 0  | 3  | 4  | 7  | -3   |

##### Partidos
| 3 de marzo de 1967 | Perú | 2:2 | Uruguay |  |  |

| 8 de marzo de 1967 | Perú | 3:1 | Chile |  |  |

| 11 de marzo de 1967 | Perú | 3:1 | Ecuador |  |  |

| 18 de marzo de 1967 | Brasil | 1:0 | Perú |  |  |

#### Semifinal
La selección peruana tuvo que enfrentar en esta instancia a Paraguay que terminó primero en su grupo.
| 26 de marzo de 1967 | Paraguay | 2:1 | Perú |  |  |

#### Posición final
| # | Equipo | Pts. | PJ | PG | PE | PP | GF | GC | Dif. |
| - | ------ | ---- | -- | -- | -- | -- | -- | -- | ---- |
| 4 | Perú   | 5    | 5  | 2  | 1  | 2  | 9  | 7  | 2    |

### Paraguay 1971

#### Primera fase
| Equipo    | Pts. | PJ | PG | PE | PP | GF | GC | Dif. |
| --------- | ---- | -- | -- | -- | -- | -- | -- | ---- |
| Argentina | 6    | 4  | 3  | 0  | 1  | 6  | 1  | +5   |
| Perú      | 5    | 4  | 2  | 1  | 1  | 6  | 4  | +2   |
| Brasil    | 4    | 4  | 2  | 0  | 2  | 7  | 3  | +4   |
| Venezuela | 4    | 4  | 1  | 2  | 1  | 7  | 10 | -3   |
| Colombia  | 1    | 4  | 0  | 1  | 3  | 2  | 10 | -8   |

##### Partidos
| 1 de marzo de 1971 | Argentina | 1:0 | Perú | Estadio de Puerto Sajonia, Asunción      |  |
|                    |           |     |      | Árbitro(s): José Romei Cañete (Paraguay) |  |

| 10 de marzo de 1971 | Venezuela                                                            | 3:3 | Perú                                           | Estadio de Puerto Sajonia, Asunción |  |
|                     | William Ravelo 15' (pen.) · Reinaldo Rengel 21' · Edwin Aparicio 44' |     | Jesús Lavalle 5' 55' · Juan Carlos Oblitas 37' |                                     |  |

| 14 de marzo de 1971 | Colombia | 0:2 | Perú | Estadio de Puerto Sajonia, Asunción |  |

| 17 de marzo de 1971 | Brasil | 0:1 | Perú | Estadio de Puerto Sajonia, Asunción |  |

#### Semifinal
El rival en semifinales sería Paraguay, que terminó en el primer lugar de su grupo.
| 22 de marzo de 1971 | Paraguay | 3:1 | Perú |  |  |

#### Posición final
| # | Equipo | Pts. | PJ | PG | PE | PP | GF | GC | Dif. |
| - | ------ | ---- | -- | -- | -- | -- | -- | -- | ---- |
| 4 | Perú   | 5    | 5  | 2  | 1  | 2  | 7  | 7  | 0    |

### Chile 1974

#### Primera fase
| Equipo    | Pts. | PJ | PG | PE | PP | GF | GC | Dif. |
| --------- | ---- | -- | -- | -- | -- | -- | -- | ---- |
| Paraguay  | 5    | 3  | 2  | 1  | 0  | 5  | 1  | +4   |
| Argentina | 4    | 3  | 1  | 2  | 0  | 3  | 2  | +1   |
| Perú      | 3    | 3  | 1  | 1  | 1  | 2  | 2  | 0    |
| Ecuador   | 0    | 3  | 0  | 0  | 3  | 0  | 5  | -5   |

##### Partidos
| 8 de marzo de 1974 | Paraguay | 1:0 | Perú |  |  |

| 13 de marzo de 1974 | Perú | 1:0 | Ecuador |  |  |

| 17 de marzo de 1974 | Argentina | 1:1 | Perú |  |  |

#### Posición final
| # | Equipo | Pts. | PJ | PG | PE | PP | GF | GC | Dif. |
| - | ------ | ---- | -- | -- | -- | -- | -- | -- | ---- |
| 7 | Perú   | 3    | 3  | 1  | 1  | 1  | 2  | 2  | 0    |

### Perú 1975

#### Liguilla
| # | Equipo    | Pts. | PJ | PG | PE | PP | GF | GC | Dif. |
| - | --------- | ---- | -- | -- | -- | -- | -- | -- | ---- |
| 1 | Uruguay   | 8    | 5  | 3  | 2  | 0  | 8  | 2  | +6   |
| 2 | Chile     | 8    | 5  | 3  | 2  | 0  | 6  | 0  | +6   |
| 3 | Argentina | 6    | 5  | 2  | 2  | 1  | 7  | 6  | +1   |
| 4 | Perú      | 4    | 5  | 1  | 2  | 2  | 4  | 8  | -4   |
| 5 | Brasil    | 2    | 5  | 1  | 0  | 4  | 6  | 7  | -1   |
| 6 | Bolivia   | 2    | 5  | 0  | 2  | 3  | 4  | 12 | -8   |

##### Partidos
| 9 de agosto de 1975 | Perú | 2:2 | Bolivia |  |  |

| 13 de agosto de 1975 | Uruguay | 3:0 | Perú |  |  |

| 16 de agosto de 1975 | Chile | 2:0 | Perú |  |  |

| 19 de agosto de 1975 | Perú | 1:0 | Brasil |  |  |

| 22 de agosto de 1975 | Argentina | 1:1 | Perú |  |  |

### Venezuela 1977

#### Primera fase
| Equipo    | Pts. | PJ | PG | PE | PP | GF | GC | Dif. |
| --------- | ---- | -- | -- | -- | -- | -- | -- | ---- |
| Paraguay  | 7    | 4  | 3  | 1  | 0  | 8  | 4  | +4   |
| Uruguay   | 6    | 4  | 2  | 2  | 0  | 6  | 2  | +4   |
| Perú      | 3    | 4  | 1  | 1  | 2  | 7  | 9  | -2   |
| Argentina | 2    | 4  | 0  | 2  | 2  | 3  | 5  | -2   |
| Venezuela | 2    | 4  | 0  | 2  | 2  | 1  | 5  | -4   |

##### Partidos
| 16 de abril de 1977 | Paraguay | 5:3 | Perú |  |  |

| 18 de abril de 1977 | Perú        | 1:1 | Venezuela |  |  |
|                     | Vanegas 31' |     | Russo 30' |  |  |

| 21 de abril de 1977 | Perú | 2:1 | Argentina |  |  |

| 27 de abril de 1977 | Uruguay | 2:1 | Perú |  |  |

#### Posición final
| # | Equipo | Pts. | PJ | PG | PE | PP | GF | GC | Dif. |
| - | ------ | ---- | -- | -- | -- | -- | -- | -- | ---- |
| 5 | Perú   | 3    | 4  | 1  | 1  | 2  | 7  | 9  | -2   |

### Uruguay 1979

#### Primera fase
| Equipo    | Pts. | PJ | PG | PE | PP | GF | GC | Dif. |
| --------- | ---- | -- | -- | -- | -- | -- | -- | ---- |
| Uruguay   | 6    | 3  | 3  | 0  | 0  | 9  | 0  | +9   |
| Argentina | 4    | 3  | 2  | 0  | 1  | 9  | 1  | +8   |
| Perú      | 2    | 3  | 1  | 0  | 2  | 2  | 7  | -5   |
| Ecuador   | 0    | 3  | 0  | 0  | 3  | 0  | 12 | -12  |

##### Partidos
| 13 de enero de 1979 | Argentina                                | 4:0 | Perú |  |  |
|                     | Hugo Alves · Diego Maradona · Ramón Díaz |     |      |  |  |

| 18 de enero de 1979 | Uruguay | 3:0 | Perú |  |  |

| 22 de enero de 1979 | Perú | 2:0 | Ecuador |  |  |

#### Definición del quinto lugar
Este partido lo jugaron las selecciones de Perú y Chile, ya que ambas en su grupo acabaron en el tercer lugar. El ganador obtenía el cupo a los Juegos Panamericanos de San Juan.
|  | Chile | 3:1 | Perú |  |  |

#### Posición final
| # | Equipo | Pts. | PJ | PG | PE | PP | GF | GC | Dif. |
| - | ------ | ---- | -- | -- | -- | -- | -- | -- | ---- |
| 6 | Perú   | 2    | 4  | 1  | 0  | 3  | 3  | 10 | -7   |

### Bolivia 1983
En esta edición, a pesar de no clasificar a la fase final, se produjo la goleada más grande a favor de la selección peruana, fue un 8-0 ante Venezuela, en la última jornada de la primera fase.

#### Primera fase
| Equipo    | Pts. | PJ | PG | PE | PP | GF | GC | Dif. |
| --------- | ---- | -- | -- | -- | -- | -- | -- | ---- |
| Argentina | 8    | 4  | 4  | 0  | 0  | 9  | 2  | +7   |
| Bolivia   | 4    | 4  | 2  | 0  | 2  | 9  | 7  | +2   |
| Paraguay  | 4    | 4  | 2  | 0  | 2  | 7  | 6  | +1   |
| Perú      | 2    | 4  | 1  | 0  | 3  | 11 | 9  | +2   |
| Venezuela | 2    | 4  | 1  | 0  | 3  | 2  | 14 | -12  |

##### Partidos
| 22 de enero de 1983 | Argentina | 2:0 | Perú |  |  |

| 24 de enero de 1983 | Bolivia | 3:1 | Perú |  |  |

| 26 de enero de 1983 | Paraguay | 4:2 | Perú |  |  |

| 28 de enero de 1983 | Perú | 8:0 | Venezuela |  |  |
|                     | Loyola 6' · Abrahamson 16' · Reheder 25' · Incháustegui 66' · Ziani 68' · C. Cárdenas 78' · V. Cárdenas 80' · Meza 83' |     |           |  |  |

#### Posición final
| # | Equipo | Pts. | PJ | PG | PE | PP | GF | GC | Dif. |
| - | ------ | ---- | -- | -- | -- | -- | -- | -- | ---- |
| 6 | Perú   | 2    | 4  | 1  | 0  | 3  | 11 | 9  | 2    |

### Paraguay 1985

#### Primera fase
| Equipo    | Pts. | PJ | PG | PE | PP | GF | GC | Dif. |
| --------- | ---- | -- | -- | -- | -- | -- | -- | ---- |
| Paraguay  | 7    | 4  | 3  | 1  | 0  | 14 | 2  | 12   |
| Uruguay   | 7    | 4  | 3  | 1  | 0  | 8  | 2  | 6    |
| Ecuador   | 3    | 4  | 1  | 1  | 2  | 5  | 7  | -2   |
| Perú      | 2    | 4  | 0  | 2  | 2  | 2  | 7  | -5   |
| Venezuela | 1    | 4  | 0  | 1  | 3  | 1  | 12 | -11  |

##### Partidos
| 8 de enero de 1985 | Ecuador | 1:1 | Perú |  |  |

| 11 de enero de 1985 | Uruguay | 2:0 | Perú |  |  |

| 16 de enero de 1985 | Paraguay | 3:0 | Perú |  |  |

| 19 de enero de 1985 | Perú | 1:1 | Venezuela |  |  |

#### Posición final
| # | Equipo | Pts. | PJ | PG | PE | PP | GF | GC | Dif. |
| - | ------ | ---- | -- | -- | -- | -- | -- | -- | ---- |
| 8 | Perú   | 2    | 4  | 0  | 2  | 2  | 2  | 7  | -5   |

### Colombia 1987
Esta fue la primera edición en donde la selección peruana no ganaría ningún partido.

#### Primera fase
| Equipo    | Pts. | PJ | PG | PE | PP | GF | GC | Dif. |
| --------- | ---- | -- | -- | -- | -- | -- | -- | ---- |
| Argentina | 5    | 3  | 2  | 1  | 0  | 4  | 2  | 2    |
| Brasil    | 4    | 3  | 2  | 0  | 1  | 7  | 2  | 5    |
| Ecuador   | 3    | 3  | 1  | 1  | 1  | 2  | 3  | -1   |
| Perú      | 0    | 3  | 0  | 0  | 3  | 4  | 10 | -6   |

##### Partidos
| 24 de enero de 1987 | Argentina | 3:2 | Perú |  |  |

| 28 de enero de 1987 | Ecuador | 2:1 | Perú |  |  |

| 1 de febrero de 1987 | Brasil | 5:1 | Perú |  |  |

#### Posición final
| # | Equipo | Pts. | PJ | PG | PE | PP | GF | GC | Dif. |
| - | ------ | ---- | -- | -- | -- | -- | -- | -- | ---- |
| 8 | Perú   | 0    | 3  | 0  | 0  | 3  | 4  | 10 | -6   |

### Argentina 1988
Con respecto a las últimas dos ediciones, la selección peruana tuvo una mejora, aunque no clasificó a la fase final, ya que fue superada en puntaje por Argentina, Paraguay e Israel, estas dos últimas selecciones lograron un punto más que Perú.

#### Primera fase
| Equipo    | Pts. | PJ | PG | PE | PP | GF | GC | Dif. |
| --------- | ---- | -- | -- | -- | -- | -- | -- | ---- |
| Argentina | 10   | 5  | 5  | 0  | 0  | 10 | 1  | +9   |
| Paraguay  | 6    | 5  | 3  | 0  | 2  | 10 | 6  | +4   |
| Israel    | 6    | 5  | 3  | 0  | 2  | 6  | 4  | +2   |
| Perú      | 5    | 5  | 2  | 1  | 2  | 5  | 7  | –2   |
| Chile     | 3    | 5  | 1  | 1  | 3  | 5  | 10 | –5   |
| Venezuela | 0    | 5  | 0  | 0  | 5  | 4  | 12 | –8   |

##### Partidos
| 2 de mayo de 1988 | Chile | 1:1 | Perú | Estadio José Amalfitani, Buenos Aires |  |

| 4 de mayo de 1988 | Paraguay | 2:0 | Perú | Estadio José Amalfitani, Buenos Aires |  |

| 6 de mayo de 1988 | Perú | 2:1 | Israel | Estadio José Amalfitani, Buenos Aires |  |

| 10 de mayo de 1988 | Argentina | 2:0 | Perú | Estadio José Amalfitani, Buenos Aires |  |

| 12 de mayo de 1988 | Perú | 2:1 | Venezuela | Estadio José Amalfitani, Buenos Aires |  |

#### Posición final
| # | Equipo | Pts. | PJ | PG | PE | PP | GF | GC | Dif. |
| - | ------ | ---- | -- | -- | -- | -- | -- | -- | ---- |
| 6 | Perú   | 5    | 5  | 2  | 1  | 2  | 5  | 7  | -2   |

### Venezuela 1991

#### Primera fase
| Equipo    | Pts. | PJ | PG | PE | PP | GF | GC | Dif. |
| --------- | ---- | -- | -- | -- | -- | -- | -- | ---- |
| Paraguay  | 6    | 4  | 3  | 0  | 1  | 14 | 7  | +7   |
| Uruguay   | 6    | 4  | 2  | 2  | 0  | 10 | 3  | +7   |
| Ecuador   | 4    | 4  | 1  | 2  | 1  | 6  | 6  | 0    |
| Perú      | 2    | 4  | 0  | 2  | 2  | 4  | 8  | -4   |
| Venezuela | 2    | 4  | 1  | 0  | 3  | 7  | 17 | -10  |

##### Partidos
| 1 de febrero | Venezuela | 2:1 | Perú |  |  |

| 3 de febrero | Uruguay | 1:1 | Perú |  |  |

| 5 de febrero | Perú | 0:0 | Ecuador |  |  |

| 7 de febrero | Paraguay | 5:1 | Perú |  |  |

#### Posición final
| # | Equipo | Pts. | PJ | PG | PE | PP | GF | GC | Dif. |
| - | ------ | ---- | -- | -- | -- | -- | -- | -- | ---- |
| 9 | Perú   | 2    | 4  | 0  | 2  | 2  | 4  | 8  | -4   |

### Colombia 1992

#### Primera fase
| Equipo   | Pts. | PJ | PG | PE | PP | GF | GC | Dif. |
| -------- | ---- | -- | -- | -- | -- | -- | -- | ---- |
| Colombia | 5    | 3  | 2  | 1  | 0  | 4  | 1  | 3    |
| Uruguay  | 5    | 3  | 2  | 1  | 0  | 4  | 1  | 3    |
| Chile    | 2    | 3  | 1  | 0  | 2  | 2  | 2  | 0    |
| Perú     | 0    | 3  | 0  | 0  | 3  | 2  | 8  | -6   |

##### Partidos
| 16 de agosto de 1992, | Colombia | 3:1 | Perú | Estadio Atanasio Girardot, Medellín     |  |
|                       |          |     |      | Árbitro(s): Renato Marsiglia ( Brasil ) |  |

| 20 de agosto de 1992, | Uruguay | 3:1 | Perú | Estadio Atanasio Girardot, Medellín |  |

| 22 de agosto de 1992, | Chile | 2:0 | Perú | Estadio Atanasio Girardot, Medellín |  |

#### Posición final
| # | Equipo | Pts. | PJ | PG | PE | PP | GF | GC | Dif. |
| - | ------ | ---- | -- | -- | -- | -- | -- | -- | ---- |
| 7 | Perú   | 0    | 3  | 0  | 0  | 3  | 2  | 8  | -6   |

### Bolivia 1995

#### Primera fase
| Equipo    | Pts. | PJ | PG | PE | PP | GF | GC | Dif. |
| --------- | ---- | -- | -- | -- | -- | -- | -- | ---- |
| Argentina | 10   | 4  | 3  | 1  | 0  | 5  | 0  | 5    |
| Ecuador   | 9    | 4  | 3  | 0  | 1  | 7  | 2  | 5    |
| Bolivia   | 7    | 4  | 2  | 1  | 1  | 4  | 3  | 1    |
| Perú      | 3    | 4  | 1  | 0  | 3  | 4  | 7  | -3   |
| Venezuela | 0    | 4  | 0  | 0  | 4  | 2  | 10 | -8   |

##### Partidos
| 10 de enero de 1995, | Perú | 0:2 | Argentina | Estadio Hernando Siles, La Paz |  |

| 12 de enero de 1995, | Perú | 1:2 | Bolivia | Estadio Hernando Siles, La Paz |  |

| 14 de enero de 1995, | Perú | 1:2 | Ecuador | Estadio Hernando Siles, La Paz |  |

| 16 de enero de 1995, | Venezuela | 1:2 | Perú | Estadio Hernando Siles, La Paz |  |

#### Posición final
| # | Equipo | Pts. | PJ | PG | PE | PP | GF | GC | Dif. |
| - | ------ | ---- | -- | -- | -- | -- | -- | -- | ---- |
| 7 | Perú   | 3    | 4  | 1  | 0  | 3  | 4  | 7  | -3   |

### Chile 1997

#### Primera fase
| Equipo    | Pts. | PJ | PG | PE | PP | GF | GC | Dif. |
| --------- | ---- | -- | -- | -- | -- | -- | -- | ---- |
| Brasil    | 12   | 4  | 4  | 0  | 0  | 17 | 4  | 13   |
| Venezuela | 7    | 4  | 2  | 1  | 1  | 9  | 15 | -6   |
| Chile     | 6    | 4  | 2  | 0  | 2  | 8  | 8  | 0    |
| Perú      | 2    | 4  | 0  | 2  | 2  | 3  | 7  | -4   |
| Ecuador   | 1    | 4  | 0  | 1  | 3  | 1  | 4  | -3   |

##### Partidos
| 16 de enero de 1997 | Chile                 | 3:1 | Perú    | Estadio Tierra de Campeones, Iquique |               |
|                     | Neira · Arrué · Navia |     | Lobatón | Árbitro(s): ?                        | Árbitro(s): ? |

| 21 de enero de 1997 | Brasil                  | 2:0 | Perú | Estadio Tierra de Campeones, Iquique |               |
|                     | Fabiano · Marco Aurélio |     |      | Árbitro(s): ?                        | Árbitro(s): ? |

| 23 de enero de 1997 | Perú | 2:2 | Venezuela | Estadio Tierra de Campeones, Iquique |  |
|                     |      |     |           | Árbitro(s): ?                        |  |

| 25 de enero de 1997 | Perú | 0:0 | Ecuador | Estadio Tierra de Campeones, Iquique |  |
|                     |      |     |         | Árbitro(s): ?                        |  |

### Argentina 1999

#### Primera fase
| Equipo    | Pts. | PJ | PG | PE | PP | GF | GC | Dif. |
| --------- | ---- | -- | -- | -- | -- | -- | -- | ---- |
| Argentina | 12   | 4  | 4  | 0  | 0  | 12 | 1  | 11   |
| Chile     | 9    | 4  | 3  | 0  | 1  | 12 | 4  | 8    |
| Perú      | 6    | 4  | 2  | 0  | 2  | 4  | 8  | -4   |
| Venezuela | 3    | 4  | 1  | 0  | 3  | 5  | 14 | -9   |
| Ecuador   | 0    | 4  | 0  | 0  | 4  | 3  | 9  | -6   |

##### Partidos
| 7 de enero de 1999 | Perú            | 2:1 | Venezuela   | Estadio José María Minella, Mar del Plata                          |                                                                    |
|                    | Balbín 27', 90' |     | Sequera 17' | Asistencia: 2.000 espectadores Árbitro(s): Felipe Russi (Colombia) | Asistencia: 2.000 espectadores Árbitro(s): Felipe Russi (Colombia) |

| 11 de enero de 1999 | Perú | 0:2 | Argentina                  | Estadio José María Minella, Mar del Plata                              |                                                                        |
|                     |      |     | Aimar 32' · Montenegro 80' | Asistencia: 10.600 espectadores Árbitro(s): Carlos Amarilla (Paraguay) | Asistencia: 10.600 espectadores Árbitro(s): Carlos Amarilla (Paraguay) |

| 13 de enero de 1999 | Ecuador    | 1:2 | Perú                      | Estadio José María Minella, Mar del Plata                            |                                                                      |
|                     | Bonito 65' |     | Almanza 80' · Cordero 88' | Asistencia: 2.000 espectadores Árbitro(s): Jorge Larrionda (Uruguay) | Asistencia: 2.000 espectadores Árbitro(s): Jorge Larrionda (Uruguay) |

| 15 de enero de 1999 | Chile                              | 4:0 | Perú | Estadio José María Minella, Mar del Plata                        |                                                                  |
|                     | García 19', 32' · Córdova 49', 78' |     |      | Asistencia: 1.000 espectadores Árbitro(s): Carlos Simon (Brasil) | Asistencia: 1.000 espectadores Árbitro(s): Carlos Simon (Brasil) |

#### Fase final
| Equipo    | Pts. | PJ | PG | PE | PP | GF | GC | Dif. |
| --------- | ---- | -- | -- | -- | -- | -- | -- | ---- |
| Argentina | 12   | 5  | 4  | 0  | 1  | 9  | 2  | 7    |
| Uruguay   | 8    | 5  | 2  | 2  | 1  | 5  | 4  | 1    |
| Brasil    | 7    | 5  | 2  | 1  | 2  | 14 | 8  | 6    |
| Paraguay  | 6    | 5  | 2  | 0  | 3  | 6  | 8  | -2   |
| Perú      | 5    | 5  | 1  | 2  | 2  | 4  | 14 | -10  |
| Chile     | 4    | 5  | 1  | 1  | 3  | 8  | 10 | -2   |

##### Partidos
| 17 de enero de 1999, 17:30 | Perú                      | 2:1 | Paraguay   | Estadio José María Minella, Mar del Plata                            |                                                                      |
|                            | Cordero 15' · Carrión 75' |     | Cuevas 84' | Asistencia: 2.000 espectadores Árbitro(s): Ángel Sánchez (Argentina) | Asistencia: 2.000 espectadores Árbitro(s): Ángel Sánchez (Argentina) |

| 19 de enero de 1999, 22:30 | Perú | 0:5 | Argentina                                           | Estadio José María Minella, Mar del Plata                     |                                                               |
|                            |      |     | Rivarola 2', 28' · Galletti 5', 35' · Cambiasso 61' | Asistencia: 7.846 espectadores Árbitro(s): Guido Aros (Chile) | Asistencia: 7.846 espectadores Árbitro(s): Guido Aros (Chile) |

| 21 de enero de 1999, 17:30 | Uruguay | 0:0 | Perú | Estadio José María Minella, Mar del Plata                             |  |
|                            |         |     |      | Asistencia: 3.000 espectadores Árbitro(s): Luis Solórzano (Venezuela) |  |

| 23 de enero de 1999, 22:30 | Perú | 0:6 | Brasil                                                | Estadio José María Minella, Mar del Plata                          |                                                                    |
|                            |      |     | Edu 3' · Rodrigo Gral 16', 35', 38', 77' · Maricá 57' | Asistencia: 500 espectadores Árbitro(s): Ángel Sánchez (Argentina) | Asistencia: 500 espectadores Árbitro(s): Ángel Sánchez (Argentina) |

| 25 de enero de 1999, 17:30 | Perú                 | 2:2 | Chile                       | Estadio José María Minella, Mar del Plata                      |                                                                |
|                            | Alva 53' · Ascoy 63' |     | Córdova 74' · Maldonado 85' | Asistencia: 5.000 espectadores Árbitro(s): Juan Luna (Bolivia) | Asistencia: 5.000 espectadores Árbitro(s): Juan Luna (Bolivia) |

#### Posición final
| # | Equipo | Pts. | PJ | PG | PE | PP | GF | GC | Dif. |
| - | ------ | ---- | -- | -- | -- | -- | -- | -- | ---- |
| 5 | Perú   | 11   | 9  | 3  | 2  | 4  | 8  | 22 | -14  |

### Ecuador 2001

#### Primera fase
| Equipo    | Pts. | PJ | PG | PE | PP | GF | GC | Dif. |
| --------- | ---- | -- | -- | -- | -- | -- | -- | ---- |
| Paraguay  | 8    | 4  | 2  | 2  | 0  | 6  | 3  | 3    |
| Brasil    | 7    | 4  | 2  | 1  | 1  | 6  | 3  | 3    |
| Ecuador   | 5    | 4  | 1  | 2  | 1  | 3  | 2  | 1    |
| Perú      | 4    | 4  | 1  | 1  | 2  | 5  | 9  | -4   |
| Venezuela | 2    | 4  | 0  | 2  | 2  | 4  | 7  | -3   |

##### Partidos
| 12 de enero de 2001, 15:00 | Brasil | 4:1 | Perú |  |  |

| 15 de enero de 2001, 20:40 | Perú | 0:2 | Ecuador |  |  |

| 17 de enero de 2001, 18:00 | Venezuela | 2:3 | Perú |  |  |

| 19 de enero de 2001, 18:00 | Perú | 1:1 | Paraguay |  |  |

#### Posición final
| # | Equipo | Pts. | PJ | PG | PE | PP | GF | GC | Dif. |
| - | ------ | ---- | -- | -- | -- | -- | -- | -- | ---- |
| 8 | Perú   | 4    | 4  | 1  | 1  | 2  | 5  | 9  | -4   |

### Uruguay 2003

#### Primera fase
| Equipo  | Pts. | PJ | PG | PE | PP | GF | GC | Dif. |
| ------- | ---- | -- | -- | -- | -- | -- | -- | ---- |
| Brasil  | 12   | 4  | 4  | 0  | 0  | 15 | 0  | +15  |
| Uruguay | 9    | 4  | 3  | 0  | 1  | 10 | 4  | +6   |
| Ecuador | 6    | 4  | 2  | 0  | 2  | 4  | 6  | -2   |
| Bolivia | 3    | 4  | 1  | 0  | 3  | 3  | 14 | -11  |
| Perú    | 0    | 4  | 0  | 0  | 4  | 3  | 11 | -8   |

##### Partidos
| 17:00 - 4 de enero de 2003 | Brasil                                       | 3:0 (1:0) | Perú | Centenario, Montevideo                  |                                         |
|                            | D. Carvalho 23' · André Bahia 66' · Dudu 67' |           |      | Árbitro(s): Héctor Baldassi (Argentina) | Árbitro(s): Héctor Baldassi (Argentina) |

| 21:00 - 7 de enero de 2003 | Perú              | 1:4 (1:3) | Uruguay                                         | Centenario, Montevideo                   |                                          |
|                            | Farfán 29' (pen.) |           | G. Rodríguez 3' · Martínez 14', 50' · Diogo 44' | Árbitro(s): Atilio Invernizzi (Paraguay) | Árbitro(s): Atilio Invernizzi (Paraguay) |

| 19:00 - 11 de enero de 2003 | Bolivia      | 2:1 (1:0) | Perú        | Centenario, Montevideo                   |                                          |
|                             | Arce 9', 61' |           | Guevara 68' | Árbitro(s): Atilio Invernizzi (Paraguay) | Árbitro(s): Atilio Invernizzi (Paraguay) |

| 19:00 - 13 de enero de 2003 | Ecuador              | 2:1 (0:0) | Perú              | Centenario, Montevideo             |                                    |
|                             | Mina 78' · Borja 90' |           | Farfán 89' (pen.) | Árbitro(s): Carlos Chandía (Chile) | Árbitro(s): Carlos Chandía (Chile) |

#### Posición final
La selección peruana acabó en el puesto 10, siendo la peor posicionada en el torneo.
| #  | Equipo | Pts. | PJ | PG | PE | PP | GF | GC | Dif. |
| -- | ------ | ---- | -- | -- | -- | -- | -- | -- | ---- |
| 10 | Perú   | 0    | 4  | 0  | 0  | 4  | 3  | 13 | -10  |

### Colombia 2005
Luego de la pésima campaña en Uruguay 2003, la selección peruana tuvo la oportunidad de reivindicarse en Colombia 2005, pero en la primera fase solo consiguió un punto y fue eliminada tempranamente. Aquel punto lo conseguiría al empatar con Bolivia en la tercera fecha.

#### Primera fase
| Equipo    | Pts. | PJ | PG | PE | PP | GF | GC | Dif. |
| --------- | ---- | -- | -- | -- | -- | -- | -- | ---- |
| Argentina | 10   | 4  | 3  | 1  | 0  | 14 | 1  | 13   |
| Colombia  | 10   | 4  | 3  | 1  | 0  | 9  | 1  | 8    |
| Venezuela | 4    | 4  | 1  | 1  | 2  | 6  | 8  | -2   |
| Bolivia   | 2    | 4  | 0  | 2  | 2  | 4  | 13 | -9   |
| Perú      | 1    | 4  | 0  | 1  | 3  | 1  | 11 | -10  |

##### Partidos
| 15 de enero de 2005, 20:00 | Colombia      | 1:0 (1:0) | Perú | Estadio Palogrande, Manizales         |                                       |
|                            | Rodallega 38' | Reporte   |      | Árbitro(s): Ricardo Grance (Paraguay) | Árbitro(s): Ricardo Grance (Paraguay) |

| 17 de enero de 2005, 20:10 | Argentina                                                           | 6:0 (5:0) | Perú | Estadio Palogrande, Manizales        |                                      |
|                            | Torres 5' 13' · Barrientos 31' · Abraham 34' · Messi 42' · Sosa 79' | Reporte   |      | Árbitro(s): Martín Vázquez (Uruguay) | Árbitro(s): Martín Vázquez (Uruguay) |

| 19 de enero de 2005, 17:50 | Perú               | 1:1 (1:1) | Bolivia     | Estadio Hernán Ramírez Villegas, Pereira |                                  |
|                            | Gonzales-Vigil 12' | Reporte   | Saucedo 27' | Árbitro(s): Héber Lopes (Brasil)         | Árbitro(s): Héber Lopes (Brasil) |

| 21 de enero de 2005, 18:20 | Perú | 0:3 (0:1) | Venezuela                | Estadio Palogrande, Manizales          |                                        |
|                            |      | Reporte   | Fedor 7' 82' · Pérez 74' | Árbitro(s): Mauricio Reinoso (Ecuador) | Árbitro(s): Mauricio Reinoso (Ecuador) |

#### Posición final
| # | Equipo | Pts. | PJ | PG | PE | PP | GF | GC | Dif. |
| - | ------ | ---- | -- | -- | -- | -- | -- | -- | ---- |
| 9 | Perú   | 1    | 4  | 0  | 1  | 3  | 1  | 11 | -10  |

### Paraguay 2007
En esta edición, Perú no sumó punto alguno, anotó 4 goles y recibió 11, siendo una de sus peores participaciones en la historia del campeonato.

#### Primera fase
| Equipo   | Pts. | PJ | PG | PE | PP | GF | GC | Dif. |
| -------- | ---- | -- | -- | -- | -- | -- | -- | ---- |
| Brasil   | 10   | 4  | 3  | 1  | 0  | 10 | 4  | 6    |
| Paraguay | 8    | 4  | 2  | 2  | 0  | 3  | 1  | 2    |
| Chile    | 6    | 4  | 2  | 0  | 2  | 10 | 5  | 5    |
| Bolivia  | 4    | 4  | 1  | 1  | 2  | 4  | 8  | -4   |
| Perú     | 0    | 4  | 0  | 0  | 4  | 4  | 11 | -7   |

##### Partidos
| 9 de enero de 2007, 22:00 | Brasil       | 2:1 (1:1) | Perú        | Estadio Río Parapití, Pedro Juan Caballero |                                   |
|                           | Lucas 9' 90' |           | Ísmodes 33' | Árbitro(s): Samuel Haro (Ecuador)          | Árbitro(s): Samuel Haro (Ecuador) |

| 11 de enero de 2007, 22:00 | Paraguay          | 1:0 (1:0) | Perú | Estadio Río Parapití, Pedro Juan Caballero |                                         |
|                            | Huerta 37' (a.g.) |           |      | Árbitro(s): Sergio Pezzotta (Argentina)    | Árbitro(s): Sergio Pezzotta (Argentina) |

| 13 de enero de 2007, 18:50 | Perú                                   | 2:4 (1:1) | Chile                                 | Estadio Río Parapití, Pedro Juan Caballero |                                      |
|                            | Elías 35' (pen.) · Larrondo 87' (a.g.) |           | Medina 10' 70' (pen.) · Vidal 65' 80' | Árbitro(s): Albert Duarte (Colombia)       | Árbitro(s): Albert Duarte (Colombia) |

| 15 de enero de 2007, 19:50 | Perú         | 1:4 (1:1) | Bolivia                                         | Estadio Río Parapití, Pedro Juan Caballero |                                         |
|                            | Quiñónez 18' |           | Pinedo 35' · Campos 72' (pen.) 75' · Fierro 78' | Árbitro(s): Manuel Andarcia (Venezuela)    | Árbitro(s): Manuel Andarcia (Venezuela) |

### Venezuela 2009
En Venezuela 2009, la selección peruana perdió todos los partidos que disputó, en la clasificación general se ubicó en el puesto 9, solo superando a Bolivia.

#### Primera fase

##### Partidos
| 19 de enero de 2009, 18:30 | Perú              | 1:2 (1:2) | Ecuador      | Estadio Monumental de Maturín, Maturín                               |                                                                      |
|                            | Barros 27' (pen.) | Reporte   | Rojas 3' 21' | Asistencia: 30.000 espectadores Árbitro(s): Líber Prudente (Uruguay) | Asistencia: 30.000 espectadores Árbitro(s): Líber Prudente (Uruguay) |

| 21 de enero de 2009, 18:30 | Colombia   | 1:0 (1:0) | Perú | Estadio Monumental de Maturín, Maturín                                 |                                                                        |
|                            | Cuesta 33' | Reporte   |      | Asistencia: 4.000 espectadores Árbitro(s): Joaquín Antequera (Bolivia) | Asistencia: 4.000 espectadores Árbitro(s): Joaquín Antequera (Bolivia) |

| 23 de enero de 2009, 20:40 | Argentina                  | 2:1 (1:1) | Perú        | Estadio Monumental de Maturín, Maturín                              |                                                                     |
|                            | Cristaldo 25' · Salvio 76' | Reporte   | Trujillo 3' | Asistencia: 4.000 espectadores Árbitro(s): Líber Prudente (Uruguay) | Asistencia: 4.000 espectadores Árbitro(s): Líber Prudente (Uruguay) |

| 25 de enero de 2009, 18:40 | Perú       | 1:3 (0:1) | Venezuela                                     | Estadio Monumental de Maturín, Maturín                                  |                                                                         |
|                            | Barros 82' | Reporte   | Peña 21' · Camacho 51' · del Valle 85' (pen.) | Asistencia: 15.000 espectadores Árbitro(s): Joaquín Antequera (Bolivia) | Asistencia: 15.000 espectadores Árbitro(s): Joaquín Antequera (Bolivia) |

### Perú 2011
Perú estaba de local en esta edición, pero eso no le impidió que fuese eliminado en primera fase, aunque empezó perdiendo los dos primeros partidos, pudo sumar un punto en la tercera fecha luego de empatar con Venezuela, en la cuarta fecha le ganó a Uruguay 2 a 0, este resultado significó el rompimiento de una racha sin victorias desde la edición de 2003.

#### Plantel
Entrenador:  Gustavo Ferrín
| N.º | Pos. | Jugador           | Fecha de nacimiento y edad         | Club                      |
| --- | ---- | ----------------- | ---------------------------------- | ------------------------- |
| 1   | POR  | Carlos Cáceda     | 27 de septiembre de 1991 (19 años) | Universitario             |
| 2   | DEF  | Diego Donayre     | 6 de abril de 1991 (19 años)       | Alianza Lima              |
| 3   | DEF  | Jorge Bosmediano  | 16 de febrero de 1991 (19 años)    | Universidad San Martín    |
| 4   | DEF  | José Granda       | 13 de abril de 1992 (18 años)      | Sporting Cristal          |
| 5   | DEF  | Diego Otoya       | 7 de mayo de 1991 (19 años)        | Universidad César Vallejo |
| 6   | DEF  | Alexander Callens | 4 de mayo de 1992 (18 años)        | Sport Boys                |
| 7   | MED  | Benjamín Ubierna  | 22 de noviembre de 1991 (19 años)  | Universidad San Martín    |
| 8   | MED  | Diago Portugal    | 23 de febrero de 1991 (19 años)    | Alianza Lima              |
| 9   | MED  | Joazhiño Arroé    | 5 de junio de 1992 (18 años)       | AC Siena                  |
| 10  | MED  | Christian Cueva   | 23 de noviembre de 1991 (19 años)  | Universidad San Martín    |
| 11  | DEF  | Renato Zapata     | 16 de febrero de 1992 (18 años)    | Universitario             |
| 12  | POR  | Víctor Ulloa      | 15 de marzo de 1991 (19 años)      | CNI                       |
| 13  | MED  | Claudio Torrejón  | 14 de mayo de 1993 (17 años)       | Sporting Cristal          |
| 14  | DEF  | Carlos Ascues     | 19 de junio de 1992 (18 años)      | Alianza Lima              |
| 15  | DEL  | Jorge Bazán       | 23 de marzo de 1991 (19 años)      | Alianza Lima              |
| 16  | DEF  | Pedro Requena     | 24 de enero de 1991 (19 años)      | Total Chalaco             |
| 17  | MED  | Osnar Noronha     | 17 de diciembre de 1991 (19 años)  | CNI                       |
| 18  | MED  | Ángel Ojeda       | 11 de agosto de 1992 (18 años)     | FBC Melgar                |
| 19  | DEL  | André Carrillo    | 14 de junio de 1991 (19 años)      | Alianza Lima              |
| 20  | MED  | Giovanny Morales  | 10 de marzo de 1992 (18 años)      | Esther Grande de Bentín   |

#### Primera fase

##### Partidos
| 16 de enero de 2011, 17:10 | Perú | 0:2 (0:0) | Chile                    | Estadio de la UNSA, Arequipa                                         |                                                                      |
|                            |      | Reporte   | Reyes 52' · Martínez 60' | Asistencia: 45.000 espectadores Árbitro(s): Antonio Arias (Paraguay) | Asistencia: 45.000 espectadores Árbitro(s): Antonio Arias (Paraguay) |

| 19 de enero de 2011, 17:30 | Perú        | 1:2 (0:1) | Argentina                    | Estadio de la UNSA, Arequipa                                       |                                                                    |
|                            | Callens 65' | Reporte   | Funes Mori 3' · Zuculini 86' | Asistencia: 20.000 espectadores Árbitro(s): Wilson Seneme (Brasil) | Asistencia: 20.000 espectadores Árbitro(s): Wilson Seneme (Brasil) |

| 24 de enero de 2011, 20:10 | Perú        | 1:1 (1:0) | Venezuela  | Estadio de la UNSA, Arequipa                                         |                                                                      |
|                            | Noronha 15' | Reporte   | Orozco 78' | Asistencia: 10.000 espectadores Árbitro(s): Wilmar Roldán (Colombia) | Asistencia: 10.000 espectadores Árbitro(s): Wilmar Roldán (Colombia) |

| 27 de enero de 2011, 20:10 | Perú                    | 2:0 (1:0) | Uruguay | Estadio de la UNSA, Arequipa                                    |                                                                 |
|                            | Ojeda 14' · Donayre 70' | Reporte   |         | Asistencia: 3.000 espectadores Árbitro(s): Omar Ponce (Ecuador) | Asistencia: 3.000 espectadores Árbitro(s): Omar Ponce (Ecuador) |

### Argentina 2013

#### Plantel
Entrenador:  Daniel Ahmed
| N.º | Pos. | Jugador            | Fecha de nacimiento y edad         | Club                      |
| --- | ---- | ------------------ | ---------------------------------- | ------------------------- |
| 1   | POR  | Andy Vidal         | 23 de agosto de 1994 (18 años)     | Sporting Cristal          |
| 2   | DEF  | Carlos Patrón      | 30 de marzo de 1993 (19 años)      | Universitario de Deportes |
| 3   | DEF  | Marcos Ortiz       | 27 de marzo de 1993 (19 años)      | Sporting Cristal          |
| 4   | DEF  | Renato Tapia       | 28 de julio de 1995 (17 años)      | Esther Grande de Bentín   |
| 5   | DEF  | Miguel Araujo      | 24 de octubre de 1994 (18 años)    | Sport Huancayo            |
| 6   | MED  | Hernán Hinostroza  | 1 de diciembre de 1993 (19 años)   | SV Zulte Waregem          |
| 7   | MED  | Claudio Torrejón   | 14 de mayo de 1993 (19 años)       | Sporting Cristal          |
| 8   | MED  | Rafael Guarderas   | 12 de septiembre de 1993 (19 años) | Universitario de Deportes |
| 9   | DEL  | Iván Bulos         | 20 de mayo de 1993 (19 años)       | Standard Lieja            |
| 10  | MED  | Víctor Cedrón      | 6 de octubre de 1993 (19 años)     | Universidad César Vallejo |
| 11  | DEL  | Andy Polo          | 29 de septiembre de 1994 (18 años) | Universitario de Deportes |
| 12  | POR  | Ángelo Campos      | 27 de abril de 1994 (18 años)      | Alianza Lima              |
| 13  | DEF  | Diego Chávez       | 7 de marzo de 1993 (19 años)       | Universitario de Deportes |
| 14  | MED  | Cristian Benavente | 19 de mayo de 1994 (18 años)       | Real Madrid Castilla      |
| 15  | MED  | Edison Flores      | 14 de mayo de 1994 (18 años)       | Villarreal "B"            |
| 16  | DEF  | Max Barrios        | 15 de septiembre de 1995 (17 años) | Juan Aurich               |
| 17  | DEL  | Yordy Reyna        | 17 de septiembre de 1993 (19 años) | Alianza Lima              |
| 18  | DEL  | Jean Deza          | 9 de junio de 1993 (19 años)       | MŠK Žilina                |
| 19  | MED  | Wilder Cartagena   | 23 de septiembre de 1994 (18 años) | Alianza Lima              |
| 20  | MED  | Edwin Gómez        | 4 de marzo de 1993 (19 años)       | León de Huánuco           |
| 21  | MED  | Raziel García      | 15 de febrero de 1994 (18 años)    | Universidad de San Martín |
| 22  | POR  | Patricio Álvarez   | 24 de enero de 1994 (18 años)      | Universitario de Deportes |

#### Primera fase
| Equipo    | Pts | PJ | PG | PE | PP | GF | GC | Dif |
| --------- | --- | -- | -- | -- | -- | -- | -- | --- |
| Perú      | 7   | 4  | 2  | 1  | 1  | 7  | 5  | 2   |
| Uruguay   | 6   | 4  | 1  | 3  | 0  | 10 | 9  | 1   |
| Ecuador   | 5   | 4  | 1  | 2  | 1  | 5  | 5  | 0   |
| Venezuela | 4   | 4  | 1  | 1  | 2  | 3  | 4  | -1  |
| Brasil    | 4   | 4  | 1  | 1  | 2  | 4  | 6  | -2  |

##### Partidos
| 10 de enero de 2013, 22:15 | Uruguay                                 | 3:3 (1:2) | Perú                                         | Estadio del Bicentenario, San Juan     |                                        |
|                            | López 40' · Bentancourt 54' · Rolán 56' | Reporte   | Reyna 19' · Gómez 44' · Benavente 86' (pen.) | Árbitro(s): Enrique Cáceres (Paraguay) | Árbitro(s): Enrique Cáceres (Paraguay) |

| 14 de enero de 2013, 20:00 | Perú                 | 1:0 (1:0) | Venezuela | Estadio del Bicentenario, San Juan |                                    |
|                            | Benavente 37' (pen.) | Reporte   |           | Árbitro(s): Julio Bascuñán (Chile) | Árbitro(s): Julio Bascuñán (Chile) |

| 16 de enero de 2013, 22:15 | Ecuador                      | 2:1 (0:0) | Perú            | Estadio del Bicentenario, San Juan     |                                        |
|                            | Esterilla 79' · Cevallos 83' | Reporte   | Deza 65' (pen.) | Árbitro(s): Enrique Cáceres (Paraguay) | Árbitro(s): Enrique Cáceres (Paraguay) |

| 18 de enero de 2013, 20:00 | Brasil | 0:2 (0:1) | Perú                   | Estadio del Bicentenario, San Juan       |                                          |
|                            |        | Reporte   | Reyna 25' · Flores 90' | Árbitro(s): Patricio Loustau (Argentina) | Árbitro(s): Patricio Loustau (Argentina) |

#### Fase final
| Equipo   | Pts | PJ | PG | PE | PP | GF | GC | Dif |
| -------- | --- | -- | -- | -- | -- | -- | -- | --- |
| Colombia | 12  | 5  | 4  | 0  | 1  | 6  | 3  | 3   |
| Paraguay | 10  | 5  | 3  | 1  | 1  | 7  | 4  | 3   |
| Uruguay  | 9   | 5  | 3  | 0  | 2  | 5  | 3  | 2   |
| Chile    | 7   | 5  | 2  | 1  | 2  | 7  | 6  | 1   |
| Perú     | 5   | 5  | 1  | 2  | 2  | 6  | 8  | -2  |
| Ecuador  | 0   | 5  | 0  | 0  | 5  | 4  | 11 | -7  |

##### Partidos
| 20 de enero de 2013, 19:45 | Perú      | 1:3 (1:1) | Uruguay                                | Estadio Malvinas Argentinas, Mendoza |                                   |
|                            | Reyna 42' | Reporte   | Formiliano 12' · López 68' · Rolán 88' | Árbitro(s): Carlos Vera (Ecuador)    | Árbitro(s): Carlos Vera (Ecuador) |

| 23 de enero de 2013, 19:45 | Perú       | 1:1 (1:0) | Paraguay   | Estadio Malvinas Argentinas, Mendoza |                                   |
|                            | Araujo 27' | Reporte   | Alonso 81' | Árbitro(s): Raúl Orosco (Bolivia)    | Árbitro(s): Raúl Orosco (Bolivia) |

| 27 de enero de 2013, 19:45 | Perú | 0:1 (0:1) | Colombia            | Estadio Malvinas Argentinas, Mendoza     |                                          |
|                            |      | Reporte   | Quintero 17' (pen.) | Árbitro(s): Patricio Loustau (Argentina) | Árbitro(s): Patricio Loustau (Argentina) |

| 30 de enero de 2013, 19:45 | Perú                      | 3:2 (2:0) | Ecuador                     | Estadio Malvinas Argentinas, Mendoza     |                                          |
|                            | Reyna 26', 33' · Polo 81' | Reporte   | Uchuari 50' · Esterilla 69' | Árbitro(s): Marlon Escalante (Venezuela) | Árbitro(s): Marlon Escalante (Venezuela) |

| 3 de febrero de 2013, 19:15 | Chile       | 1:1 (1:1) | Perú      | Estadio Malvinas Argentinas, Mendoza   |                                        |
|                             | Rabello 34' | Reporte   | Flores 7' | Árbitro(s): Enrique Cáceres (Paraguay) | Árbitro(s): Enrique Cáceres (Paraguay) |

### Uruguay 2015

#### Primera fase
| Fecha               | Lugar                  |      |  | Resultado |  |           |
| ------------------- | ---------------------- | ---- |  | --------- |  | --------- |
| 16 de enero de 2015 | Colonia del Sacramento | Perú |  | 2:0       |  | Ecuador   |
| 18 de enero de 2015 | Colonia del Sacramento | Perú |  | 2:6       |  | Argentina |
| 20 de enero de 2015 | Colonia del Sacramento | Perú |  | 1:0       |  | Bolivia   |
| 22 de enero de 2015 | Colonia del Sacramento | Perú |  | 1:1       |  | Paraguay  |

#### Fase final
| Fecha                | Lugar      |      |  | Resultado |  |           |
| -------------------- | ---------- | ---- |  | --------- |  | --------- |
| 26 de enero de 2015  | Montevideo | Perú |  | 0:2       |  | Argentina |
| 29 de enero de 2015  | Montevideo | Perú |  | 1:3       |  | Uruguay   |
| 1 de febrero de 2015 | Montevideo | Perú |  | 1:3       |  | Colombia  |
| 4 de febrero de 2015 | Montevideo | Perú |  | 0:5       |  | Brasil    |
| 7 de febrero de 2015 | Montevideo | Perú |  | 3:1       |  | Paraguay  |

### Ecuador 2017

#### Primera fase
| Equipo | Pts | PJ | PG | PE | PP | GF | GC | Dif |
| ------ | --- | -- | -- | -- | -- | -- | -- | --- |
| Perú   | 2   | 4  | 0  | 2  | 2  | 2  | 6  | -4  |

| Fecha               | Lugar  |      |  | Resultado |  |           |
| ------------------- | ------ | ---- |  | --------- |  | --------- |
| 19 de enero de 2017 | Ibarra | Perú |  | 1:1       |  | Argentina |
| 21 de enero de 2017 | Ibarra | Perú |  | 0:2       |  | Bolivia   |
| 23 de enero de 2017 | Ibarra | Perú |  | 1:1       |  | Venezuela |
| 25 de enero de 2017 | Ibarra | Perú |  | 0:2       |  | Uruguay   |

### Chile 2019

#### Primera fase
| Equipo | Pts | PJ | PG | PE | PP | GF | GC | Dif. |
| ------ | --- | -- | -- | -- | -- | -- | -- | ---- |
| Perú   | 3   | 4  | 1  | 0  | 3  | 2  | 5  | -3   |

| Fecha               | Lugar  |      |  | Resultado |  |           |
| ------------------- | ------ | ---- |  | --------- |  | --------- |
| 18 de enero de 2019 | Talca  | Perú |  | 1:0       |  | Uruguay   |
| 22 de enero de 2019 | Talca  | Perú |  | 0:1       |  | Paraguay  |
| 24 de enero de 2019 | Curicó | Perú |  | 1:3       |  | Ecuador   |
| 26 de enero de 2019 | Talca  | Perú |  | 0:1       |  | Argentina |

### Colombia 2023

#### Primera fase
| Equipo | Pts | PJ | PG | PE | PP | GF | GC | Dif. |
| ------ | --- | -- | -- | -- | -- | -- | -- | ---- |
| Perú   | 0   | 2  | 0  | 0  | 2  | 1  | 5  | -4   |

| Fecha               | Lugar |      |  | Resultado |  |           |
| ------------------- | ----- | ---- |  | --------- |  | --------- |
| 19 de enero de 2023 | Cali  | Perú |  | 0:3       |  | Brasil    |
| 21 de enero de 2023 | Cali  | Perú |  | 1:2       |  | Colombia  |
| 23 de enero de 2023 | Cali  | Perú |  | 0:1       |  | Paraguay  |
| 25 de enero de 2023 | Cali  | Perú |  | 0:1       |  | Argentina |

## Estadísticas
| Edición | Ronda             | Posición          | PJ                | PG                | PE                | PP                | GF                | GC                | Dif.              |
| ------- | ----------------- | ----------------- | ----------------- | ----------------- | ----------------- | ----------------- | ----------------- | ----------------- | ----------------- |
| 1954    | Fase final        | 4.º               | 7                 | 2                 | 3                 | 2                 | 10                | 11                | -1                |
| 1958    | Liguilla          | 4.º               | 5                 | 2                 | 2                 | 1                 | 13                | 13                | 0                 |
| 1964    | Liguilla          | 5.º               | 6                 | 2                 | 1                 | 3                 | 7                 | 9                 | -2                |
| 1967    | Semifinal         | 4.º               | 5                 | 2                 | 1                 | 2                 | 9                 | 7                 | +2                |
| 1971    | Semifinal         | 4.º               | 5                 | 2                 | 1                 | 2                 | 7                 | 7                 | 0                 |
| 1974    | Primera fase      | 7.º               | 3                 | 1                 | 1                 | 1                 | 2                 | 2                 | 0                 |
| 1975    | Liguilla          | 4.º               | 5                 | 1                 | 2                 | 2                 | 4                 | 8                 | -4                |
| 1977    | Primera fase      | 5.º               | 4                 | 1                 | 1                 | 2                 | 7                 | 9                 | -2                |
| 1979    | Primera fase      | 6.º               | 4                 | 1                 | 0                 | 3                 | 3                 | 10                | -7                |
| 1981    | Sin participación | Sin participación | Sin participación | Sin participación | Sin participación | Sin participación | Sin participación | Sin participación | Sin participación |
| 1983    | Primera fase      | 6.º               | 4                 | 1                 | 0                 | 3                 | 11                | 9                 | +2                |
| 1985    | Primera fase      | 8.º               | 4                 | 0                 | 2                 | 2                 | 2                 | 7                 | -5                |
| 1987    | Primera fase      | 8.º               | 3                 | 0                 | 0                 | 3                 | 4                 | 10                | -6                |
| 1988    | Primera fase      | 6.º               | 5                 | 2                 | 1                 | 2                 | 5                 | 7                 | -2                |
| 1991    | Primera fase      | 9.º               | 4                 | 0                 | 2                 | 2                 | 4                 | 8                 | -4                |
| 1992    | Primera fase      | 7.º               | 3                 | 0                 | 0                 | 3                 | 2                 | 8                 | -6                |
| 1995    | Primera fase      | 7.º               | 4                 | 1                 | 0                 | 3                 | 4                 | 7                 | -3                |
| 1997    | Primera fase      | 8.º               | 4                 | 0                 | 2                 | 2                 | 3                 | 7                 | -4                |
| 1999    | Fase final        | 5.º               | 9                 | 3                 | 2                 | 4                 | 8                 | 22                | -14               |
| 2001    | Primera fase      | 8.º               | 4                 | 1                 | 1                 | 2                 | 5                 | 9                 | -4                |
| 2003    | Primera fase      | 10.º              | 4                 | 0                 | 0                 | 4                 | 3                 | 13                | -10               |
| 2005    | Primera fase      | 9.º               | 4                 | 0                 | 1                 | 3                 | 1                 | 11                | -10               |
| 2007    | Primera fase      | 10.º              | 4                 | 0                 | 0                 | 4                 | 4                 | 11                | -7                |
| 2009    | Primera fase      | 9.º               | 4                 | 0                 | 0                 | 4                 | 3                 | 8                 | -5                |
| 2011    | Primera fase      | 7.º               | 4                 | 1                 | 1                 | 2                 | 4                 | 5                 | -1                |
| 2013    | Fase final        | 5.º               | 9                 | 3                 | 3                 | 3                 | 13                | 13                | 0                 |
| 2015    | Fase final        | 5.º               | 9                 | 3                 | 1                 | 5                 | 11                | 21                | -10               |
| 2017    | Primera fase      | 10.º              | 4                 | 0                 | 2                 | 2                 | 2                 | 6                 | -4                |
| 2019    | Primera fase      | 9.º               | 4                 | 1                 | 0                 | 3                 | 2                 | 5                 | -3                |
| 2023    | Primera fase      |                   | 4                 | 0                 | 0                 | 4                 |                   |                   |                   |
| Total   | 29/30             | 8.º               | 138               | 30                | 30                | 78                | 153               | 261               | -108              |

## Resumen por rivales
La selección peruana sub-20 se ha enfrentado a nueve selecciones de Conmebol, una de Concacaf y otra de la UEFA. Argentina es el rival con el que más veces se ha enfrentado con un total de 20 partidos, repartidos en una victoria, cinco empates y catorce derrotas. 
Posee un balance positivo ante 3 selecciones (Venezuela, Panamá e Israel) y negativo ante 8 (Argentina, Bolivia, Brasil, Chile, Colombia, Ecuador, Paraguay y Uruguay).
| País      | PJ  | PG | PE | PP | GF  | GC  | Dif. | 1.er partido | Últ. partido |
| --------- | --- | -- | -- | -- | --- | --- | ---- | ------------ | ------------ |
| Argentina | 20  | 1  | 5  | 14 | 17  | 50  | -33  | 18-3-1958    | 26-1-2019    |
| Bolivia   | 8   | 1  | 2  | 5  | 8   | 16  | -8   | 9-8-1975     | 20-1-2015    |
| Brasil    | 15  | 4  | 2  | 9  | 11  | 34  | -23  | 27-3-1954    | 19-1-2023    |
| Chile     | 13  | 2  | 3  | 8  | 15  | 29  | -14  | 20-3-1954    | 3-2-2013     |
| Colombia  | 9   | 2  | 0  | 7  | 7   | 13  | -6   | 2-4-1954     | 21-1-2023    |
| Ecuador   | 16  | 6  | 3  | 7  | 20  | 20  | 0    | 11-3-1967    | 24-1-2019    |
| Israel    | 1   | 1  | 0  | 0  | 2   | 1   | +1   | 6-5-1988     | 6-5-1988     |
| Panamá    | 1   | 1  | 0  | 0  | 4   | 2   | +2   | 31-3-1954    | 31-3-1954    |
| Paraguay  | 18  | 2  | 5  | 11 | 21  | 38  | -17  | 23-3-1954    | 22-1-2019    |
| Uruguay   | 17  | 3  | 3  | 11 | 16  | 37  | -21  | 5-4-1954     | 18-1-2019    |
| Venezuela | 18  | 7  | 7  | 4  | 33  | 26  | +7   | 11-4-1954    | 14-1-2013    |
| Totales   | 136 | 30 | 30 | 76 | 154 | 266 | -112 |              |              |